# Nick Drnaso
Nick Drnaso   (Illinois, 1989) és un escriptor de còmics nord-americà que va créixer prop de Chicago. Està influenciat per còmics i autors independents nord-americans com Daniel Clowes, Adrian Tomine i Chris Ware. De vegades pateix atacs d'ansietat, durant els quals té malsons paranoics, així com depressió, que influeix en els seus llibres.

## Treballs
- Beverly (Drawn and Quarterly, 2016) ISBN 9781770462250.[5]
- Sabrina (Drawn and Quarterly, 2018) ISBN 978-1-77046-316-5.[6][7]
- Acting Class (Drawn & Quarterly, 2022) ISBN 9781770464926.[8]

## Premis
- Beverly, votada com a millor novel·la gràfica del 2017 pel Los Angeles Times.[3]
- Premi Revelació al Festival del Còmic d'Angulema de 2018 per a Beverly.[2]
- Seleccionat entre els finalistes del Man Booker Prize 2018, per Sabrina, el primer còmic seleccionat per a aquest premi literari.[9]
- Sabrina fou a la selecció oficial del Festival del Còmic d'Angulema de 2019.
- La traducció de Sabrina va ser votada com a millor còmic estranger en francès al Premi Bédélys de 2019.